# Ешмун

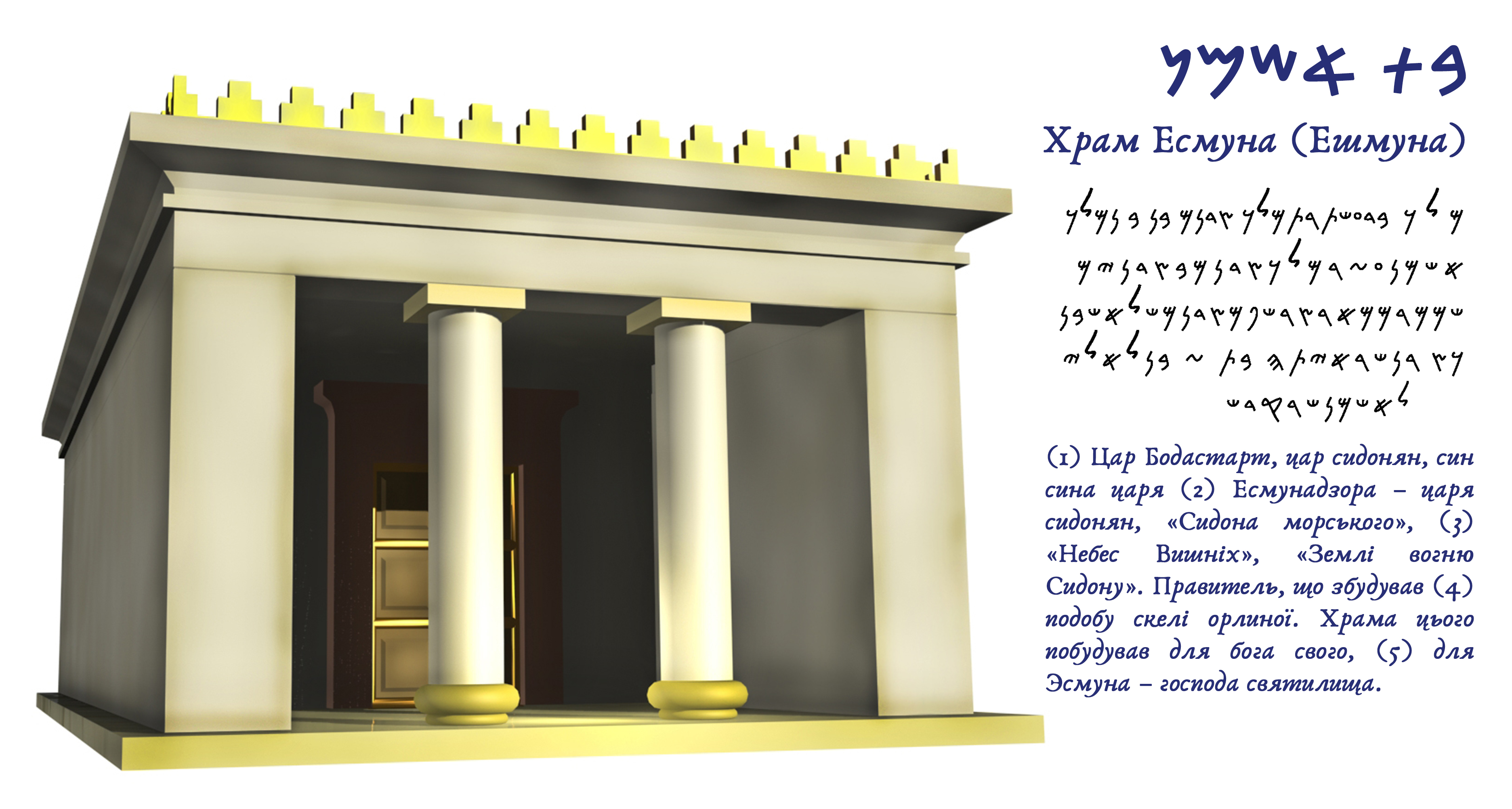
Храм Есмуна (Ешмуна) ост. чв. VI — сер. IV ст. до н. е.

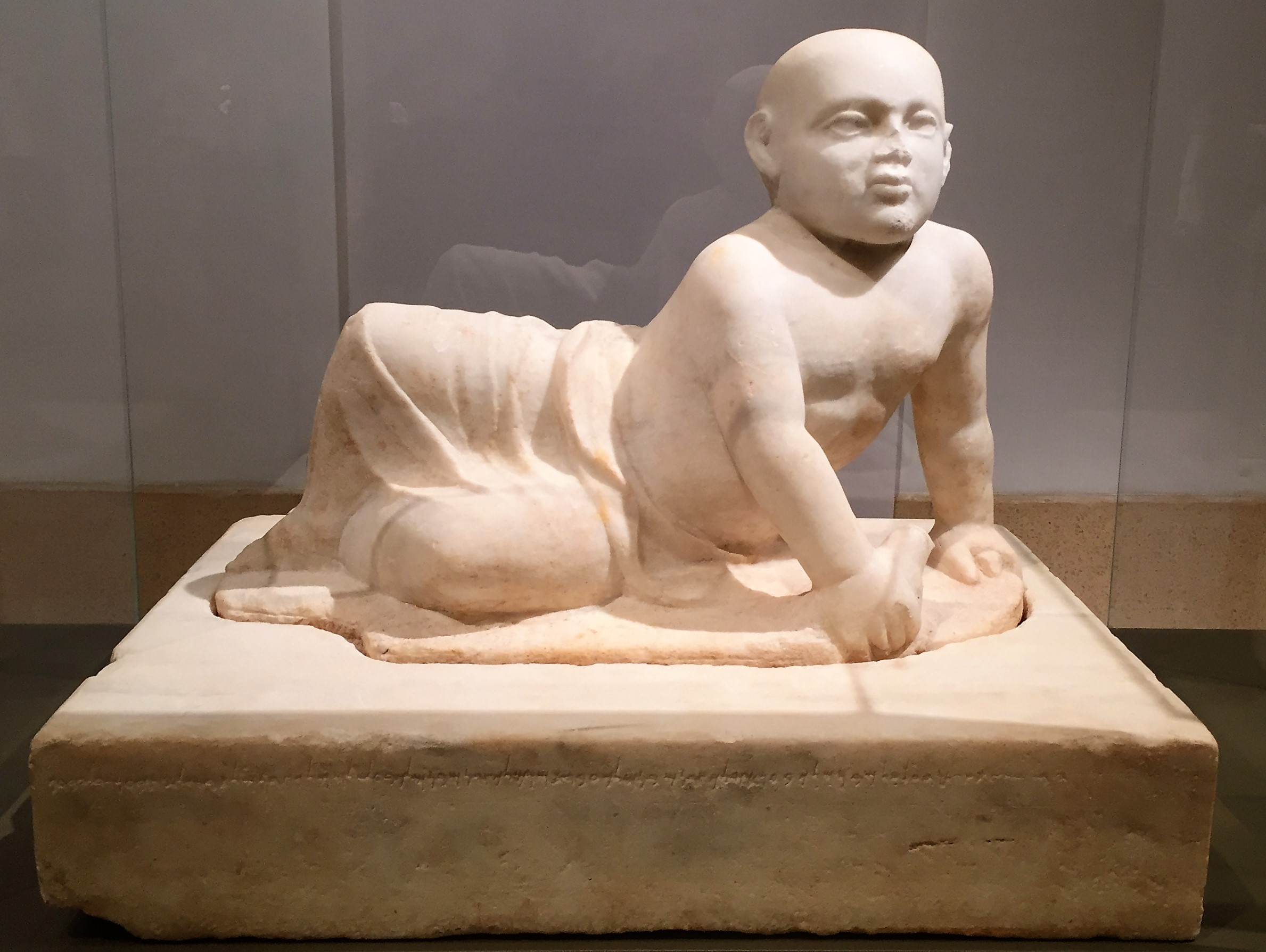
Мармурова статуя царевича з храму Ешмуна, близько 400 до н. е. Національний музей, Бейрут

Ешмун (фінік. 𐤀𐤔𐤌𐤍, «іменований», англ. Eshmoun) — фінікійський бог лікування та бог-покровитель Сидону.

## Ім'я
Згідно з Євсевієм Кесарійським, фінікійський автор Санхуніатон писав, що батько Ешмуна Сидик, «Праведник», спочатку породив сім синів, прирівняних до грецьких Кабірів або Діоскурів, не згадавши імені матері, а потім згодом народив восьмого сина від однієї із семи Титанід або Артемід. Ім'я Ешмун означає «Восьмий».

## Історія
Ешмун був відомий принаймні з періоду залізної доби в Сидоні. Йому поклонялися також у Тирі, Бейруті, на Кіпрі, Сардинії та в Карфагені, де на місці храму Ешмуна згодом звели собор Святого Людовика.
Неоплатонік Дамаскій також заявив:
Асклепій у Бейруті — ані грек, ані єгиптянин, а якесь місцеве фінікійське божество. Бо у Садика народилися діти, які ототожнюються як Діоскури і Кабіри; і на додаток до них народився восьмий син, Ешмун, який ототожнюється як Асклепій.
Фотій (Бібліотечний кодекс 242), підсумовуючи Дамаскія, стверджує, що Асклепій із Бейрута був юнаком, який любив полювати. Його побачила богиня Астроноя (імовірно, Астарта), яка так переслідувала його любовними домаганнями, що він у відчаї кастрував себе і помер. Тоді Астроноя назвала юнака Паеоном «Цілителем», повернула його до життя теплом свого тіла і перетворила на бога.  
Ешмун супроводжував Мелькарта під час його боротьби з Мотом і воскресив його після загибелі, давши відчути запах перепілки. Саме тому за архаїчних часів греки ототожнювали Ешмуна з Іолаєм, натомість за елліністичної доби — з Асклепієм.
Символом Ешмуна була змія або зміїний посох.
Найвизначніший храм Ешмуна розташовувався біля Сідона — в сучасному Бустан еш-Шейху. В Беріті був священний гай Ешмуна, в Карфагені храм Ешмуна знаходився у Бірсі і став останнім притулком мешканців міста під час його штурму римлянами у 146 р. до н. е.